# The 5th Dimension

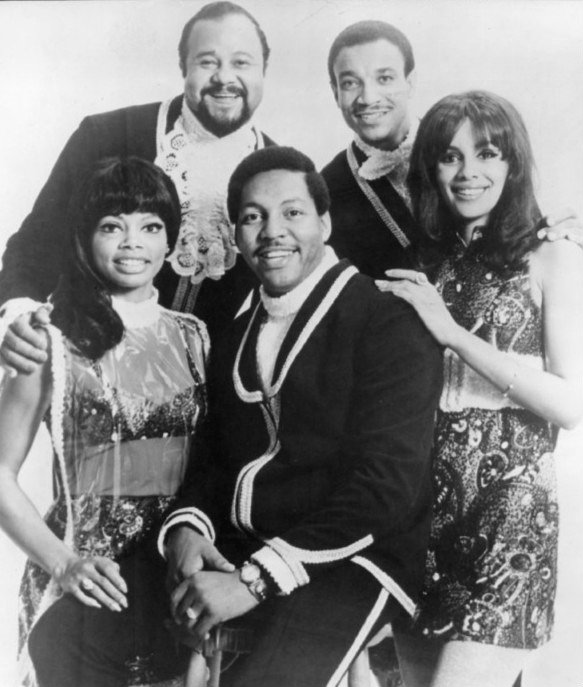
The 5th Dimension (1969)

The 5th Dimension ist eine US-amerikanische Popgruppe. Sie wurde 1965 in Los Angeles gegründet.

## Geschichte
Die männlichen Sänger Davis Jr., Townson und McLemore wohnten im selben Ort in St. Louis, Missouri. Jeder von ihnen ging eigene Wege, bis diese sich in Los Angeles, dem Zentrum der damaligen Soul-Ära, wieder kreuzten. Alle drei wollten sie den Sprung ins Musikgeschäft.
Ursprünglich nannte sich die afroamerikanische Band The Versatiles. Als solche blieben sie erfolglos, bis Manager Marc Gordon sie an die Plattenfirma Soul City Records vermittelte. Sie waren die ersten Musiker, die dort unter Vertrag standen. Ihre erste Single hieß Lovin’ You Forever/Train Keep on Movin und verzeichnete in den Billboard Top 20 von 1966 auf Platz 16.
Johnny Rivers, Gründer von Soul City Records, änderte den Namen und das Auftreten in The 5th Dimension. Damit schafften sie 1968 den Durchbruch mit dem von Jimmy Webb geschriebenen Titel Up, Up and Away, die mit fünf Grammy-Awards honoriert wurde.
Noch erfolgreicher war 1969 die Adaption der Lieder aus dem Musical Hair, von The 5th Dimension zu dem Medley Aquarius/Let the Sunshine In zusammengefasst. Die Single belegte sechs Wochen lang Platz eins der US-Charts. Sie wurde innerhalb von sechs Wochen 1,5 Millionen Mal verkauft, insgesamt drei Millionen Mal. Das dazugehörige Album Age of Aquarius (Wassermannzeitalter) blieb 72 Wochen in den US-Charts und gelangte dort bis auf Platz zwei.
Im November 1969 führten The 5th Dimension mit Wedding Bell Blues, ursprünglich von Laura Nyro, erneut an die US-Charts an. Die Single belegte drei Wochen lang den Spitzenplatz.

## Mitglieder

### Billy Davis
Davis war Mitglied in diversen Gospel- und Soulgruppen und studierte in Washington Technik. Er eröffnete seinen eigenen Nachtclub und befasste sich schon damals mit dem Gedanken, nach Los Angeles zu gehen, um eventuell bei Motown unterzukommen.

### Lamonte McLemore
McLemore war vor seinem Umzug nach Los Angeles professioneller Baseballspieler und arbeitete als Fotograf. Er entdeckte sein Talent zum Singen bei der US Navy.

### Ron Townson
Townson versuchte sich schon als kleiner Junge im Singen von Operetten. Er machte seinen Hochschulabschluss an der Lincoln-Universität, bevor er nach Los Angeles ging mit der Absicht ins Musikgeschäft einzusteigen.

### Marilyn McCoo und Florence LaRue
McLemore sollte die Gewinner eines Fotowettbewerbs fotografieren und lernte dadurch McCoo und LaRue kennen. Beide wollten – zunächst nur als Hobby – der Gruppe beitreten. McCoo dachte an eine Solokarriere als Sängerin. LaRue träumte eigentlich von einer Schauspielerkarriere.

## Musik
Davis war der Komponist der Gruppe. Er produzierte aber auch für andere Interpreten.
Gruppenfremde Lieder wie What Do You Want (From Me Girl) stammten z. B. aus seiner Feder.
Zu den Songlieferanten von The 5th Dimension gehören berühmte Komponisten wie P. F. Sloan, Jimmy Webb, Laura Nyro, Burt Bacharach, Ashford & Simpson.
Die auf dem Album Stoned Soul Picnic (1968) erschienenen Titel It’ll Never Be the Same Again und Broken Wing Bird mit den seichten Backgroundstimmen von McCoo, LaRue und Davis sind Lieder, die den romantischen (afro-amerikanischen) „California Soul“ der späten 1960er Jahre wiedergeben. Ein Titel der 5th Dimension hieß auch California Soul.

## Diskografie

### Studioalben
| Jahr | Titel                             | Höchstplatzierung, Gesamtwochen, AuszeichnungChartplatzierungen (Jahr, Titel, Platzierungen, Wochen, Auszeichnungen, Anmerkungen) | Höchstplatzierung, Gesamtwochen, AuszeichnungChartplatzierungen (Jahr, Titel, Platzierungen, Wochen, Auszeichnungen, Anmerkungen) | Höchstplatzierung, Gesamtwochen, AuszeichnungChartplatzierungen (Jahr, Titel, Platzierungen, Wochen, Auszeichnungen, Anmerkungen) | Anmerkungen |
| Jahr | Titel                             | DE | US | R&B | Anmerkungen |
| ---- | --------------------------------- | --- | --- | --- | ----------- |
| 1967 | Up, Up and Away                   | — | US8 Gold · (83 Wo.)US | R&B10 (16 Wo.)R&B |             |
| 1967 | The Magic Garden                  | — | US105 (31 Wo.)US | R&B43 (4 Wo.)R&B |             |
| 1968 | Stoned Soul Picnic                | — | US21 (21 Wo.)US | R&B10 (18 Wo.)R&B |             |
| 1969 | The Age of Aquarius               | DE4 (16 Wo.)DE | US2 Gold · (72 Wo.)US | R&B2 (20 Wo.)R&B |             |
| 1970 | Portrait                          | — | US20 Gold · (50 Wo.)US | R&B6 (32 Wo.)R&B |             |
| 1971 | Love’s Lines, Angles and Rhymes   | — | US17 Gold · (23 Wo.)US | R&B10 (17 Wo.)R&B |             |
| 1972 | Individually & Collectively       | — | US58 (32 Wo.)US | R&B21 (16 Wo.)R&B |             |
| 1973 | Living Together, Growing Together | — | US108 (11 Wo.)US | R&B25 (6 Wo.)R&B |             |
| 1974 | Soul & Inspiration                | — | — | R&B55 (2 Wo.)R&B |             |
| 1975 | Earthbound                        | — | US136 (8 Wo.)US | R&B30 (7 Wo.)R&B |             |

Weitere Studioalben
- 1978: Star Dancing
- 1978: High on Sunshine
- 1995: In the House

### Livealben
| Jahr | Titel  | Höchstplatzierung, Gesamtwochen, AuszeichnungChartplatzierungen (Jahr, Titel, Platzierungen, Wochen, Auszeichnungen, Anmerkungen) | Höchstplatzierung, Gesamtwochen, AuszeichnungChartplatzierungen (Jahr, Titel, Platzierungen, Wochen, Auszeichnungen, Anmerkungen) | Höchstplatzierung, Gesamtwochen, AuszeichnungChartplatzierungen (Jahr, Titel, Platzierungen, Wochen, Auszeichnungen, Anmerkungen) | Anmerkungen |
| Jahr | Titel  | DE | US | R&B | Anmerkungen |
| ---- | ------ | --- | --- | --- | ----------- |
| 1971 | Live!! | — | US32 Gold · (18 Wo.)US | R&B13 (24 Wo.)R&B |             |

Weitere Livealben
- 1995: Respect – Live
- 2005: Live! Plus Rare Studio Recordings!

### Kompilationen
| Jahr | Titel                       | Höchstplatzierung, Gesamtwochen, AuszeichnungChartplatzierungen (Jahr, Titel, Platzierungen, Wochen, Auszeichnungen, Anmerkungen) | Höchstplatzierung, Gesamtwochen, AuszeichnungChartplatzierungen (Jahr, Titel, Platzierungen, Wochen, Auszeichnungen, Anmerkungen) | Höchstplatzierung, Gesamtwochen, AuszeichnungChartplatzierungen (Jahr, Titel, Platzierungen, Wochen, Auszeichnungen, Anmerkungen) | Anmerkungen |
| Jahr | Titel                       | DE | US | R&B | Anmerkungen |
| ---- | --------------------------- | --- | --- | --- | ----------- |
| 1967 | The Fantastic 5th Dimension | DE3 (28 Wo.)DE | — | — |             |
| 1970 | Greatest Hits (Soul City)   | — | US5 Gold · (55 Wo.)US | R&B8 (21 Wo.)R&B |             |
| 1970 | The July 5th Album          | — | US63 (8 Wo.)US | — |             |
| 1971 | Reflections                 | — | US112 (7 Wo.)US | — |             |
| 1972 | Greatest Hits on Earth      | — | US14 Gold · (24 Wo.)US | R&B10 (17 Wo.)R&B |             |

Weitere Kompilationen
- 1969: Let The Sunshine In
- 1970: Dimension Five
- 1970: Love Garden
- 1970: The 5th Dimension Special
- 1971: The Best of Fifth Dimension
- 1971: The Fantastic Fifth Dimension Vol. 2
- 1976: 22 of Their Fabulous Hits
- 1982: The Very Best of 5th Dimension
- 1986: Anthology 1967–1973
- 1997: Up-Up and Away: The Definitive Collection
- 1999: Aquarius / Let The Sunshine In

### Singles
| Jahr | Titel Album                                                              | Höchstplatzierung, Gesamtwochen, AuszeichnungChartplatzierungen (Jahr, Titel, Album, Platzierungen, Wochen, Auszeichnungen, Anmerkungen) | Höchstplatzierung, Gesamtwochen, AuszeichnungChartplatzierungen (Jahr, Titel, Album, Platzierungen, Wochen, Auszeichnungen, Anmerkungen) | Höchstplatzierung, Gesamtwochen, AuszeichnungChartplatzierungen (Jahr, Titel, Album, Platzierungen, Wochen, Auszeichnungen, Anmerkungen) | Höchstplatzierung, Gesamtwochen, AuszeichnungChartplatzierungen (Jahr, Titel, Album, Platzierungen, Wochen, Auszeichnungen, Anmerkungen) | Höchstplatzierung, Gesamtwochen, AuszeichnungChartplatzierungen (Jahr, Titel, Album, Platzierungen, Wochen, Auszeichnungen, Anmerkungen) | Höchstplatzierung, Gesamtwochen, AuszeichnungChartplatzierungen (Jahr, Titel, Album, Platzierungen, Wochen, Auszeichnungen, Anmerkungen) | Höchstplatzierung, Gesamtwochen, AuszeichnungChartplatzierungen (Jahr, Titel, Album, Platzierungen, Wochen, Auszeichnungen, Anmerkungen) | Anmerkungen |
| Jahr | Titel Album                                                              | DE | AT | CH | UK | US | R&B | A. C. | Anmerkungen |
| ---- | ------------------------------------------------------------------------ | --- | --- | --- | --- | --- | --- | --- | ----------- |
| 1966 | Go Where You Wanna Go Up, Up and Away                                    | — | — | — | — | US16 (10 Wo.)US | — | — |             |
| 1967 | Another Day, Another Heartache Up, Up and Away                           | — | — | — | — | US45 (6 Wo.)US | — | — |             |
| 1967 | Up, Up and Away                                                          | — | — | — | — | US7 (12 Wo.)US | — | A. C.9 (10 Wo.)A. C. |             |
| 1967 | Paper Cup The Magic Garden                                               | — | — | — | — | US34 (7 Wo.)US | — | — |             |
| 1968 | Carpet Man The Magic Garden                                              | — | — | — | — | US29 (9 Wo.)US | — | — |             |
| 1968 | Stoned Soul Picnic                                                       | — | — | — | — | US3 Platin · (16 Wo.)US | R&B2 (14 Wo.)R&B | — |             |
| 1968 | Sweet Blindness Stoned Soul Picnic                                       | — | — | — | — | US13 (10 Wo.)US | R&B45 (2 Wo.)R&B | — |             |
| 1968 | California Soul Stoned Soul Picnic                                       | — | — | — | — | US25 (9 Wo.)US | R&B49 (2 Wo.)R&B | — |             |
| 1969 | Aquarius/Let the Sunshine In The Age of Aquarius                         | DE2 (18 Wo.)DE | AT11 (12 Wo.)AT | CH4 (14 Wo.)CH | UK11 (8 Wo.)UK | US1 Platin · (17 Wo.)US | R&B6 (11 Wo.)R&B | A. C.1 (13 Wo.)A. C. |             |
| 1969 | Workin’ On a Groovy Thing The Age of Aquarius                            | — | — | — | — | US29 (10 Wo.)US | R&B15 (6 Wo.)R&B | A. C.9 (11 Wo.)A. C. |             |
| 1969 | Wedding Bell Blues The Age of Aquarius                                   | — | — | — | UK16 (9 Wo.)UK | US1 Platin · (15 Wo.)US | R&B23 (8 Wo.)R&B | A. C.1 (12 Wo.)A. C. |             |
| 1969 | Blowing Away The Age of Aquarius                                         | — | — | — | — | US21 (9 Wo.)US | — | A. C.7 (7 Wo.)A. C. |             |
| 1969 | Sunshine Of Your Love The Age of Aquarius                                | DE33 (4 Wo.)DE | — | — | — | — | — | — |             |
| 1970 | A Change Is Gonna Come / People Gotta Be Free / The Declaration Portrait | — | — | — | — | US60 (5 Wo.)US | — | A. C.35 (1 Wo.)A. C. |             |
| 1970 | The Girls’ Song The Magic Garden                                         | — | — | — | — | US43 (8 Wo.)US | — | A. C.6 (8 Wo.)A. C. |             |
| 1970 | Puppet Man Portrait                                                      | — | — | — | — | US24 (8 Wo.)US | — | A. C.31 (5 Wo.)A. C. |             |
| 1970 | Save the Country Portrait                                                | — | — | — | — | US27 (8 Wo.)US | R&B41 (2 Wo.)R&B | A. C.10 (8 Wo.)A. C. |             |
| 1970 | On the Beach (In the Summertime) –                                       | — | — | — | — | US54 (6 Wo.)US | — | A. C.12 (4 Wo.)A. C. |             |
| 1970 | One Less Bell to Answer Portrait                                         | — | — | — | — | US2 Platin · (19 Wo.)US | R&B4 (14 Wo.)R&B | A. C.1 (16 Wo.)A. C. |             |
| 1971 | Love’s Lines, Angles and Rhymes                                          | — | — | — | — | US19 (10 Wo.)US | R&B28 (5 Wo.)R&B | A. C.6 (11 Wo.)A. C. |             |
| 1971 | Light Sings Love’s Lines, Angles and Rhymes                              | — | — | — | — | US44 (8 Wo.)US | — | A. C.12 (7 Wo.)A. C. |             |
| 1971 | Never My Love (Live) Live!!                                              | — | — | — | — | US12 (11 Wo.)US | R&B45 (5 Wo.)R&B | A. C.1 (12 Wo.)A. C. |             |
| 1971 | Together Let’s Find Love (Live) Live!!                                   | — | — | — | — | US37 (10 Wo.)US | R&B22 (8 Wo.)R&B | A. C.8 (8 Wo.)A. C. |             |
| 1972 | (Last Night) I Didn’t Get to Sleep at All Individually & Collectively    | — | — | — | — | US8 Platin · (16 Wo.)US | R&B28 (6 Wo.)R&B | A. C.2 (14 Wo.)A. C. |             |
| 1972 | If I Could Reach You Individually & Collectively                         | — | — | — | — | US10 (15 Wo.)US | — | A. C.1 (14 Wo.)A. C. |             |
| 1973 | Living Together, Growing Together                                        | — | — | — | — | US32 (9 Wo.)US | — | A. C.5 (9 Wo.)A. C. |             |
| 1973 | Everything’s Been Changed Living Together, Growing Together              | — | — | — | — | US70 (4 Wo.)US | — | A. C.18 (7 Wo.)A. C. |             |
| 1973 | Ashes to Ashes Living Together, Growing Together                         | — | — | — | — | US52 (10 Wo.)US | R&B54 (8 Wo.)R&B | A. C.7 (13 Wo.)A. C. |             |
| 1973 | Flashback –                                                              | — | — | — | — | US82 (9 Wo.)US | R&B75 (6 Wo.)R&B | A. C.30 (10 Wo.)A. C. |             |
| 1974 | Harlem Soul & Inspiration                                                | — | — | — | — | — | R&B87 (4 Wo.)R&B | — |             |
| 1975 | No Love in the Room Soul & Inspiration                                   | — | — | — | — | — | — | A. C.11 (10 Wo.)A. C. |             |
| 1976 | Love Hangover –                                                          | — | — | — | — | US80 (4 Wo.)US | R&B39 (7 Wo.)R&B | — |             |
| 1978 | You Are The Reason (I Feel Like Dancing) –                               | — | — | — | — | — | R&B66 (7 Wo.)R&B | — |             |

grau schraffiert: keine Chartdaten aus diesem Jahr verfügbar
Weitere Singles
- 1975: Magic In My Life
- 1975: Walk Your Feet In The Sunshine
- 1983: Surrender

### Videoalben
- 2005: The 5th Dimension Travelling Sunshine Show (mit Dionne Warwick, Merle Haggard und The Carpenters)